# Clemente José dos Santos
Clemente José dos Santos ComNSC (Vila Franca de Xira, Vila Franca de Xira, 5 de Janeiro de 1818 – Lisboa, 2 de Outubro de 1892), 1.º Barão de São Clemente, foi um taquígrafo e professor português.

## Família
Filho de João dos Santos e de sua mulher Maria Rita, também naturais de Vila Franca de Xira.

## Biografia
Educado na Casa Pia de Lisboa, revelou grande capacidade intelectual e dali foi frequentar a Aula de Taquigrafia, que funcionava junto do Parlamento. Mais tarde foi nomeado Professor da mesma Aula e Chefe dos Serviços dessa especialidade. Foi, também, Diretor-Geral e Lente de Taquigrafia na Câmara dos Pares. Profundamente estudioso, coligiu, durante os 40 anos que fez serviço junto da representação nacional, os elementos com que compôs e publicou os Documentos para a História das Cortes Gerais da Nação Portuguesa, obra considerável em 8 volumes, e também Memórias e Biografias Parlamentares, que não chegou a concluir. Versadíssimo em assuntos de regimento e técnica legal parlamentar, foi um auxiliar precioso dos vários Presidentes da Câmara dos Deputados durante a sua longa carreira. Escreveu ainda: Cérémonial de la Cour de Portugal. Récéption des Ministres Étrangers, Audiences et Présentations, Lisbonne, 1891; Fórmula Adoptada para Recepção, Juramento e Posse dos Príncipes e Infantes na Câmara dos Dignos Pares do Reino. Relação dos Factos Ocorridos em 1836, 1876 e 1891, Lisboa, 1891.
Foi Fidalgo Cavaleiro da Casa Real, Conselheiro de Sua Majestade Fidelíssima, Comendador da Ordem de Nossa Senhora da Conceição de Vila Viçosa, Sócio da Academia Real das Ciências de Lisboa, Membro da Comissão Administrativa do Asilo de Santa Catarina, etc.
O título de 1.º Barão de São Clemente foi-lhe concedido por Decreto de D. Luís I de Portugal de 16 de Julho e Carta de 16 de Setembro de 1887.

## Casamento e descendência
Casou a 13 de Julho de 1846, na igreja paroquial de Santos-o-Velho, em Lisboa, com Rosa Jesuína de Loureiro (Santa Isabel, Lisboa, 10 de Junho/Julho de 1808 – ?), filha de Manuel Gonçalves Loureiro e de Maria do Carmo. Foi padrinho de casamento o então cônsul da Suécia em Lisboa, Carlos Adolfo Kantzow. Deste casamento nasceu o futuro médico cirurgião Clemente José dos Santos, pai do também futuro médico cirurgião Reynaldo dos Santos.